# Antal Benda
Antal Benda (14. april 1910 – 29. januar 1997) var en ungarsk udendørshåndboldspiller som deltog under Sommer-OL 1936. Han blev født i Palánka i Južna Bačka i Serbien.
Han deltog under Sommer-OL 1936 som en del af det ungarske udendørshåndboldhold, som kom på en fjerdeplads i den olympiske turnering. Han spillede i fire kampe.
Han døde den 29. januar, 1997 i Budapest, Ungarn.